# 野村平爾
野村 平爾（のむら へいじ、1902年（明治35年）6月1日 - 1979年（昭和54年）1月22日）は、日本の法学者。専門は労働法。学位は、法学博士（早稲田大学・論文博士・1958年）（学位論文「日本労働法の形成過程と理論」）。早稲田大学名誉教授。

## 人物・来歴
千葉県出身。早稲田大学法学部卒。欧米に留学後早稲田大学法学部助教授、教授。1958年「日本労働法の形成過程と理論」で早稲田大学より法学博士の学位を取得。1973年定年退任、名誉教授、日本福祉大学教授、学監。労働法研究、戦後の労働運動を理論的に支えた。

## 著書

### 単著
- 『債権法総論』東山堂書房、1938年5月。 NCID BA47033867。全国書誌番号:44005143。
- 『日本労働法の形成過程と理論』岩波書店、1957年9月。 NCID BN05717245。全国書誌番号:57009714。
- 『労働法ノート』日本評論新社、1958年1月。 NCID BN05717369。全国書誌番号:58002142。
- 『労働法講話』日本評論新社、1963年5月。 NCID BN05409775。全国書誌番号:63004587。
- 『労働法ノート』 続、日本評論新社、1963年12月。 NCID BN05717369。全国書誌番号:64000064。
- 『労働基本権の展開』岩波書店、1975年10月。 NCID BN0121847X。全国書誌番号:72007353。
- 『民主主義法学に生きて』日本評論社、1976年2月。 NCID BN00911025。全国書誌番号:73012534。
- 『労働者の権利闘争』学習の友社〈学習文庫 31〉、1978年6月。 NCID BA48282594。全国書誌番号:78033213。

### 編集
- 『判例労働争議』一粒社、1957年7月。 NCID BA34423177。全国書誌番号:58012121。
- 『世界の官公労働者と団結権』中山房、1960年2月。 NCID BN1063549X。全国書誌番号:60008074。
- 『政府・自民党の大学政策』労働旬報社、1969年9月。 NCID BN01584638。全国書誌番号:71010147。
- 『日米共同声明と安保・沖縄問題』日本評論社、1970年3月。 NCID BN04279437。全国書誌番号:72000045。
- 『採用・配転・解雇 人事攻撃のすべてと労働者の権利』民衆社〈職場の権利必携シリーズ no.7〉、1975年5月。 NCID BN04589605。全国書誌番号:72006952。

### 共著
- 野村平爾、峯村光郎『労働関係調整法・公共企業体等労働関係法・公務員労働関係法』有斐閣〈法律学全集 48〉、1961年2月。 NCID BN02082271。全国書誌番号:61004565。
- 野村平爾、沼田稲次郎、松岡三郎、青木宗也、中山和久、安養寺俊親、槇枝元文、渡会俊誉、川島威『改正国内法と労働者の権利 改正国内法との闘い』労働旬報社、1966年9月。 NCID BN13378280。全国書誌番号:66008661。

### 共編
- 有泉亨・野村平爾編 編『労働協約と就業規則』弘文堂〈講座労働問題と労働法 第4巻〉、1957年6月。 NCID BN05736217。全国書誌番号:49011967。
- 宗像誠也・野村平爾・宮之原貞光編 編『教育黒書』労働旬報社、1968年8月。 NCID BN03180083。全国書誌番号:68014005。
- 野村平爾・五十嵐顕・深山正光編 編『大学政策・大学問題 その資料と解説』労働旬報社、1969年7月。 NCID BN01117122。全国書誌番号:71010156。
- 野村平爾・大野達三・内藤功・渡辺脩編 編『警察黒書』労働旬報社、1969年9月。 NCID BN01518021。全国書誌番号:72002354。
- 野村平爾・戒能通孝・沼田稲次郎・渡辺洋三編 編『現代法の学び方』岩波書店〈岩波新書〉、1969年4月。 NCID BN01488598。全国書誌番号:72003848。
- 野村平爾・沼田稲次郎編 編『労働組合法』日本評論社〈別冊法学セミナー no.35〉、1978年5月。 NCID BN06184047。全国書誌番号:78018202。

### 編著
- 『中小企業の労働組合 その組織と運動の進め方』野村平爾・氏原正治郎編著、日本評論新社、1961年4月。 NCID BN08392056。全国書誌番号:61005073。

### 監修
- 『女の一生100問100答』大浜英子・立石芳枝・野村平爾監修、中央公論社、1955年11月。 NCID BN06515541。全国書誌番号:56000327。

### 著作集
- 『野村平爾著作集』 第1巻（資本主義と労働法）、労働旬報社、1978年10月。 NCID BN00859967。全国書誌番号:79006958。
- 『野村平爾著作集』 第2巻（団結権と組合活動）、労働旬報社、1978年11月。 NCID BN0085999X。全国書誌番号:79006959。
- 『野村平爾著作集』 第3巻（団体交渉と協約闘争）、労働旬報社、1978年6月。 NCID BN00860048。
- 『野村平爾著作集』 第4巻（争議権法理の展開）、労働旬報社、1978年7月。 NCID BN0086006X。
- 『野村平爾著作集』 第5巻（官公労働法と権利闘争）、労働旬報社、1978年9月。 NCID BN00860081。

## 論文
- 「英國會社法に於ける目論見書制度」『早稲田法学』第9巻、早稲田大学法学会、1929年2月、1-57頁、NAID 120000787951。
- 「英國に於ける勞働者災害補償制度の歴史的考察」『早稲田法学』第11巻、早稲田大学法学会、1931年3月、1-89頁、NAID 120000787968。
- 「ナチス新勞働法と勞働法の指導原理」『早稲田法学』第14巻、早稲田大学法学会、1935年2月、1-50頁、NAID 120000787988。
- 「勞働組合の自主性について ―勞働組合法改正意見の一批判―」『早稲田法学』第24巻第3・4号、早稲田大学法学会、1949年3月、49-70頁、NAID 120000788037。
- 「改正労働組合法施行の実態」『早稲田法学』第26巻第2・3号、早稲田大学法学会、1951年2月、93-119頁、NAID 120000788100。
- 「ストライキの規模とその正當性 ―ゼネ・スト禁止問題に關聯して―」『早稲田法学』第27巻第4号、早稲田大学法学会、1952年3月、37-70頁、NAID 120000788881。
- 「争議目的とストライキの合法性 ―特に政治ストに関連して―」『早稲田法学』第28巻、早稲田大学法学会、1952年12月、69-99頁、NAID 120000788889。
- 「勞働協約に關する實態調査資料」『早稲田法学』第29巻第2・3号、早稲田大学法学会、1954年1月、181-211頁、NAID 120000787953。
- 「ピケッティングの正当性とその限界」『早稲田法学』第31巻第3・4号、早稲田大学法学会、1956年3月、259-292頁、NAID 120000788913。
- 「団体交渉権保障と労組法第6条」『早稲田法学会誌』第7巻、早稲田大学法学会、1957年1月、1-17頁、NAID 120000792058。
- 「團結權の意義と勞働關係法規 ―ILO第八七號條約と關連して―」『早稲田法学』第35巻第3・4号、早稲田大学法学会、1959年8月、409-428頁、NAID 120000788181。

### 博士論文
- 「日本労働法の形成過程と理論」、早稲田大学、1958年6月12日、NAID 500000487004。

## 記念論文集
- 『市民法と社会法の諸問題 野村平爾教授還暦祝賀論集』早稲田大学法学会、1961年6月。 NCID BN08233700。全国書誌番号:64002087。
- 『団結活動の法理 野村平爾教授還暦記念論文集』日本評論新社、1962年6月。 NCID BN05318374。全国書誌番号:62007103。